# Moosacher St.-Martins-Platz (metropolitana di Monaco di Baviera)
La  Moosacher St.Martin Platz è una stazione della metropolitana di Monaco di Baviera nel quartiere di Moosach. 
La stazione fu inaugurata l'11 dicembre 2010.